# Ray Norton
Otis Ray Norton (* 22. September 1937 in Tulsa) ist ein ehemaliger US-amerikanischer Leichtathlet, der in den späten 1950er Jahren in den Disziplinen 100- und 200-Meter-Lauf erfolgreich war. Er startete für die San José State University.

## Karriere
Seinen größten Erfolg konnte er bei den Panamerikanischen Spielen 1959 in Chicago verbuchen, wo er über 100 Meter in 10,3 s Gold vor Mike Agostini (10,4 s) und Enrique Figuerola (10,5 s) gewann.
Ray Norton egalisierte mehrfach einen Weltrekord:
- 9,3 s über 100 Yards (1958 und 1960)
- 10,1 s über 100 Meter (1959)
- 20,6 s über 200 Meter (1959 und 1960 insgesamt viermal)
- 20,5 s über 200 Meter (1960)

Er gewann vier Amateur Athletic Union- und eine National-Collegiate-Athletic-Association-Meisterschaft:
| Jahr | 100 m/yds (s)      | 200 m/yds (s)                                 |
| ---- | ------------------ | --------------------------------------------- |
| 1956 | 5. (10,62) (m)     | 4. (21,13) (m)                                |
| 1958 | 6. (9,7) (yds)     | 5. (21,3) (yds)                               |
| 1959 | MEISTER (10,5) (m) | MEISTER (20,8) (m), MEISTER NCAA (20,9) (yds) |
| 1960 | MEISTER (10,5) (m) | MEISTER (20,8) (m)                            |

Er nahm an den XVII. Olympischen Spielen 1960 in Rom teil, hatte jedoch gleich dreimal Pech: Über 100 und 200 Meter wurde er in 10,50 s (Siegeszeit von Armin Hary: 10,32 s) bzw. 21,09 s (Siegeszeit des Italieners Livio Berruti: 20,62 s) jeweils Sechster, und als Mitglied der siegreichen 4-mal-100-Meter-Staffel wurde er disqualifiziert.
Norton hatte bei einer Körpergröße von 1,88 m ein Wettkampfgewicht von 81 kg. Er wurde 1996 in die Hall of Fame aufgenommen.